# Mittelstandsgemeinschaft Foto-Marketing
Die Mittelstandsgemeinschaft Foto-Marketing (kurz: mfm) ist eine deutsche Arbeitsgemeinschaft innerhalb des Bundesverbandes professioneller Bildanbieter e.V. (BVPA), die unter ihrem heutigen Namen seit 1983 tätig ist.

## Aufgabe
Die Hauptaufgabe der mfm besteht in der kontinuierlichen Erfassung der marktüblichen Bildhonorare, um einerseits Fotografen oder kleinen, mittelständischen Agenturen eine Referenz zur besseren Kalkulation zu bieten. Andererseits dienen die jährlich erscheinenden Honorarlisten nicht nur den Anbietern von Bildern, sondern auch den Bildnutzern als Referenz.

## Geschichte
Am 24. November 1977 gründete sich der Arbeitskreis mittelständischer Bilderdienste (AMB) innerhalb des BVPA mit dem Ziel, Bildagenturen eine Übersicht über die marktüblichen Bildhonorare zu liefern. Die erste verbandsinterne Honorarliste erschien 1979 mit dem Titel Honorare 1979/1980. Die 1982 herausgegebene Liste trug erstmals den Namen Bildhonorare, der bis heute beibehalten wurde. Im Januar des darauffolgenden Jahres wurde die Arbeitsgruppe in Mittelstandsgemeinschaft Foto-Marketing (MFM) umbenannt und stand ab diesem Zeitpunkt auch einzelnen Fotografen und Nicht-Mitgliedern des BVPA offen. Eine Geschäftsordnung, die eine korporative Mitgliedschaft ermöglicht, wurde am 29. April 1991 verabschiedet. 1996 beanstandete das Bundeskartellamt, dass die Honorarliste jährlich als Empfehlung des Arbeitskreises herausgegeben wurde. Erst die Erweiterung der Bildhonorare auf alle in Deutschland vorhandenen Honorarstrukturen für Fotonutzungen (zum Beispiel auch arbeitnehmerähnliche freie Fotografen von Tageszeitungen nach §12a des Tarifvertragsgesetzes oder die Tarife der Verwertungsgesellschaft Bild-Kunst) stellten den Informations- und nicht mehr den Preisempfehlungscharakter der Broschüre in den Vordergrund.

## Mitglieder
Neben den Bildagenturen die im BVPA organisiert sind, sind auch unorganisierte einzelne Agenturen Mitglieder der MFM, ebenso wie:
- der Deutsche Journalisten-Verband (DJV)
- die Deutsche Journalistinnen- und Journalisten-Union (ver.di/dju)
- der Centralverband Deutscher Berufsfotografen
- Freelens
- die Fotografeninnung München/Oberbayern